# Las cosas que perdimos en el fuego
Las cosas que perdimos en el fuego es la segunda colección de cuentos de la escritora argentina Mariana Enríquez, publicada en 2016 por la editorial Anagrama. La obra cuenta con 12 relatos enmarcados en el género del terror, en los que Enríquez explora temáticas sociales como la depresión, la pobreza, los desórdenes alimenticios, la desigualdad y la violencia de género.
El libro fue un éxito crítico y de ventas y fue traducido a más de quince idiomas. Ayudó además a consolidar a Enríquez como la escritora argentina de literatura de terror más relevante del momento.
El nombre de la obra está tomado del álbum Things We Lost in the Fire, lanzado en 2001 por la banda estadounidense Low, de la que Enríquez es aficionada.

## Contenido
El libro está compuesto por los siguientes cuentos:
- El chico sucio
- La hostería
- Los años intoxicados
- La casa de Adela
- Pablito clavó un clavito: una evocación del Petiso Orejudo
- Tela de araña
- Fin de curso
- Nada de carne sobre nosotras
- El patio del vecino
- Bajo el agua negra
- Verde rojo anaranjado
- Las cosas que perdimos en el fuego

En el cuento que da el nombre a la colección, que Enríquez tilda como un cuento de ciencia ficción, narra la historia de un grupo de mujeres que decide quemarse a sí mismas luego de que varias mujeres murieran quemadas por sus parejas. Estas deciden quemarse a sí mismas para cambiar el canon de belleza y que los hombres no tuvieran «a quien quemar». Enríquez obtuvo parte de la inspiración para esta historia en el caso de Wanda Taddei, quien fue asesinada por su esposo días después de quemarla.

## Recepción
El escritor Carlos Pardo, en su reseña para diario El País, se refirió a la escritura de Enríquez como «condensada, de frialdad sugerente y apoyada en la contundencia del idioma». Además, Pardo recalcó la variedad de tramas en los relatos y los espacios creados, que comparten un aire de deterioro y que caracterizó como «el lado oscuro de la orgullosa Argentina».
En la reseña del diario Clarín se alabó de forma particular la construcción de los personajes y de los diálogos, además de calificar la obra como «un mapa de pesadillas» y de estar «minada de amenazas, de angustias, como si ninguna vida dejara un margen de placer o felicidad». Violeta Gorodischer, del diario La Nación, destacó también la indagación de Enríquez en la psiquis de sus personajes, así como su habilidad para evitar caer en lugares comunes en las tramas.
La versión en inglés del libro también fue bien recibida. John Self, escribiendo para The Guardian, calificó el libro como «violento, perturbador y brillante», mientras que Jennifer Szalai, de The New York Times, celebró las descripciones grotescas, el humor negro y la capacidad de Enríquez para expresar maldad a través de las tramas de sus historias.
El libro ganó a principios de 2017 el Premio Ciutat de Barcelona en la categoría de literatura castellana. En su decisión, el jurado destacó que el libro «combina en sus relatos naturalidad de estilo, sin patetismo melodramático y con dosis de humor negro y ácido, para minar la cotidianidad con subsuelos inquietantes». Además, el libro obtuvo el tercer lugar en el Premio Nacional de Letras de Argentina en la categoría "Cuento y Relato".